# Zivildienstgesetz (Deutschland)
Das Zivildienstgesetz (ZDG; früher Ersatzdienstgesetz – ErsDiG bzw. Gesetz über den zivilen Ersatzdienst) regelt nach dem Wehrpflichtgesetz und dem Kriegsdienstverweigerungsgesetz (KDVG) in Deutschland das Recht der Zivildienstleistenden sowie die Aufgaben und die Organisation des Zivildienstes. 
Grundsätzlich stuft das Zivildienstgesetz den Zivildienst selbst als Tätigkeit für das Allgemeinwohl ein. Zuständig ist das Bundesfamilienministerium. 
Die Gleichstellung zwischen Zivildienst einerseits und Wehrdienst andererseits wird vom ZDG angestrebt. Die Tauglichkeit zur Heranziehung bestimmt sich wie beim Wehrpflichtgesetz. 
Jeder anerkannte Kriegsdienstverweigerer unterliegt bis zum Ablauf seines 32. Lebensjahres der Zivildienstüberwachung (§ 23). Seit Aussetzung der Wehrpflicht in Deutschland im zum 1. Juli 2011 gilt die Zivildienstüberwachung nur noch im Spannungs- und Verteidigungsfall (§ 1a).
Straftatbestände, die sonst für Soldaten im Sinne des Wehrstrafgesetzes bestehen, werden in etwas variierter Form als Eigenmächtige Abwesenheit, Dienstflucht und Nichtbefolgen von Anordnungen in den §§ 52 bis 54 ZDG wiederholt. Damit gehört das ZDG zum Nebenstrafrecht.
Die Versorgung von Zivildienstbeschädigten ist in den §§ 47 bis 51a ZDG geregelt.
Da der Zivildienst wie die Wehrpflicht zum 1. Juli 2011 ausgesetzt wurde, gibt es auch keinen Zivildienst mehr; für den Spannungs- und Verteidigungsfall ist er noch im ZDG vorgesehen. 
Die Aufgaben des Zivildiensts wurden vom Bundesfreiwilligendienst übernommen, für den allerdings nicht das ZDG gilt. 